# Битка код Саламине на Кипру (306. п. н. е.)
Битка код Саламине на Кипру вођена је 306. године п. н. е. између флота Птолемеја I Сотера и Деметрија Полиоркета. Део је Четвртог рата дијадоха, а завршена је победом Деметрија.

## Битка
Уговором из 311. године којим је завршен Трећи рат дијадоха није обухватао Селеука са којим је Антигон наставио борбу (Вавилонски рат). Птолемеј Сотер се утврдио на Кипру и наставио да проширује своје поседе на сиријској и малоазијској обали. Антигон на њега шаље Деметрија. Нови рат дијадоха вођен је између Антигона и Деметрија са једне и Птолемеја, Касандра, Лизимаха и Селеука са друге стране.
Деметрије са својом флотом стиже на Кипар. Тамо је потукао Птолемејевог брата који се повлачи у тврђаву Саламину. Деметрије је опседа. Новим опсадним справама, Деметрију је требало свега неколико дана да пробије отвор на зидинама. Међутим, непријатељ је оштетио опсадну справу чиме је купио време до доласка појачања које је предводио лично Птолемеј. Деметрије му је препречио пут. Дошло је до велике поморске битке у којој је Птолемејева флота доживела велики пораз. Сам Птолемеј се једва спасао. Остатак војске у Саламини брзо се предао. За Саламином су пали и остали кипарски градови, а Деметрије је своју војску увећао за 16.000 Птолемејевих војника и 600 коњаника.